# Гюттельдорфер-штрасе (станція метро)
48°12′01″ пн. ш. 16°18′39″ сх. д. / 48.2002° пн. ш. 16.3108° сх. д.
«Гюттельдорфер-штрасе» (нім. Hütteldorfer Straße) — станція Віденського метрополітену, розміщена на лінії U3 між станціями «Кендлер-штрасе» і «Йон-штрасе». Відкрита 5 грудня 1998 року у складі дільниці «Йон-штрасе» — «Оттакринг».
Розташована в 14-му районі Відня (Пенцинг).